# Armillaria umbrinobrunnea
Armillaria umbrinobrunnea là một loài nấm trong họ Physalacriaceae. Loài này phân bố ở Nam Mỹ. Tai naams màu be đến nâu nhạt có đường kính giữa 15 và 50 mm (0,6 và 2,0 in). Loài này ban đầu đã được sưu tập vào năm 1952 bởi Rolf Singer tại Argentina, và đã được đặt tên theo biến thể Armillariella montagnei var. umbrinobrunnea.